# Половинкин, Максим Вадимович
Макси́м Вади́мович Полови́нкин (род. 21 июня 1990) — российский легкоатлет, специалист по бегу на короткие дистанции. Выступал на профессиональном уровне в 2009—2016 годах, член сборной России, победитель первенств всероссийского значения, участник ряда крупных международных стартов. Представлял Пензенскую и Самарскую области. Мастер спорта России международного класса.

## Биография
Максим Половинкин родился 21 июня 1990 года. Занимался лёгкой атлетикой в Пензе, окончил Институт физической культуры и спорта Пензенского государственного университета. Параллельным зачётом выступал также за Самарскую область. Тренеры — Б. В. Невокшанов, В. М. Дмитриев.
Дебютировал на взрослом всероссийском уровне в сезоне 2009 года, когда в беге на 100 метров стартовал на чемпионате России в Чебоксарах.
В 2010 году на чемпионате России в Саранске с командой Пензенской области выиграл бронзовую медаль в эстафете 4 × 100 метров.
На чемпионате России 2011 года в Чебоксарах вновь взял бронзу в эстафете 4 × 100 метров.
В 2012 году одержал победу в беге на 60 метров на молодёжном зимнем всероссийском первенстве в Саранске.
В 2013 году в дисциплине 60 метров получил серебро на зимнем чемпионате России в Москве, в дисциплине 100 метров завоевал бронзовую награду на летнем чемпионате России в Москве. Будучи студентом, представлял страну на домашней Универсиаде в Казани — участвовал в эстафете 4 × 100 метров, но не прошёл дальше предварительного квалификационного этапа. В качестве запасного бегуна находился в составе российской эстафетной команды на домашнем чемпионате мира в Москве, однако в итоге выйти здесь на старт ему не довелось.
В 2014 году в эстафете 4 × 100 метров занял восьмое место на командном чемпионате Европы в Брауншвейге, в беге на 100 метров был шестым на чемпионате России в Казани.
В 2015 году стал серебряным призёром в дисциплине 60 метров на зимнем чемпионате России в Москве, стартовал в эстафете 4 × 100 метров на Универсиаде в Кванджу.
В 2016 году выиграл 60 метров на зимнем чемпионате России в Москве, летом в беге на 100 метров финишировал седьмым на Кубке России в Жуковском, принимал участие в чемпионате России в Чебоксарах.
За выдающиеся спортивные достижения удостоен почётного звания «Мастер спорта России международного класса».